# Teodomiro Llano Botero
Andrés Teodomiro Llano Botero (El Retiro, 4 de febrero de 1830-Medellín, siglo XIX) fue un político y empresario colombiano que se desempeñó como presidente del Estado Soberano de Antioquia, de manera interina, en dos ocasiones. 

## Reseña biográfica
Hijo de José Antonio Llano Marulanda y de María Antonia Botero Restrepo, nació en febrero de 1830 en la población de El Retiro. Era sobrino del cofundador de Amalfi y su primer alcalde, Casiano Botero Restrepo.
En 1883 se convirtió en Vicepresidente del Estado Soberano de Antioquia, y, en tal calidad, asumió presidente interino en dos ocasiones: La primera entre febrero y junio de 1884 por una licencia concedida al titular, Luciano Restrepo Escobar, y la segunda ocasión en 1885, específicamente entre marzo y junio, cuando se hizo cargo del poder ejecutivo en reemplazo del retirado titular Restrepo Escobar y hasta que llegara a Antioquia el nuevo gobernante, José María Campo Serrano, designado por Rafael Núñez. En la década de 1880 también fue Senador; en este cargo apoyó la candidatura presidencial de Tomás Rengifo.
En 1881 fundó junto con su suegro Gabriel Echeverri Escobar, la casa comercial "Echeverri Llano y Cía", firma que se convirtió en accionista del Banco de Medellín. En 1888 fue uno de los socios fundadores de la Compañía de Cerámica Antioqueña.
Se desconoce la fecha exacta de su muerte, si bien se afirma que para 1897 estaba ya gravemente enfermo. Su albacea fue el empresario Joaquín Echeverri. Casado en dos ocasiones, la primera con Mercedes Echeverri Bermúdez, hija de Gabriel Echeverri y de Francisca Ramírez Bermúdez, y la segunda ocasión con Ester Duque. Fue el autor de la biografía de su suegro.